# موزه وایانگ
موزه وایانگ (اندونزیایی: Museum Wayang) یک موزه است که به موضوع نمایش عروسکی وایانگ جاوه‌ای اختصاص دارد. این موزه در کوتا توا، جاکارتا، اندونزی واقع شده است. این یکی از چند موزه و گالری است که در مقابل میدان فتح‌الله قرار دارد، که آنها شامل موزه تاریخ جاکارتا، موزه هنرهای زیبا و سرامیک و گالری هنری اداره پست کوتا هستند.

## مجموعه‌ها

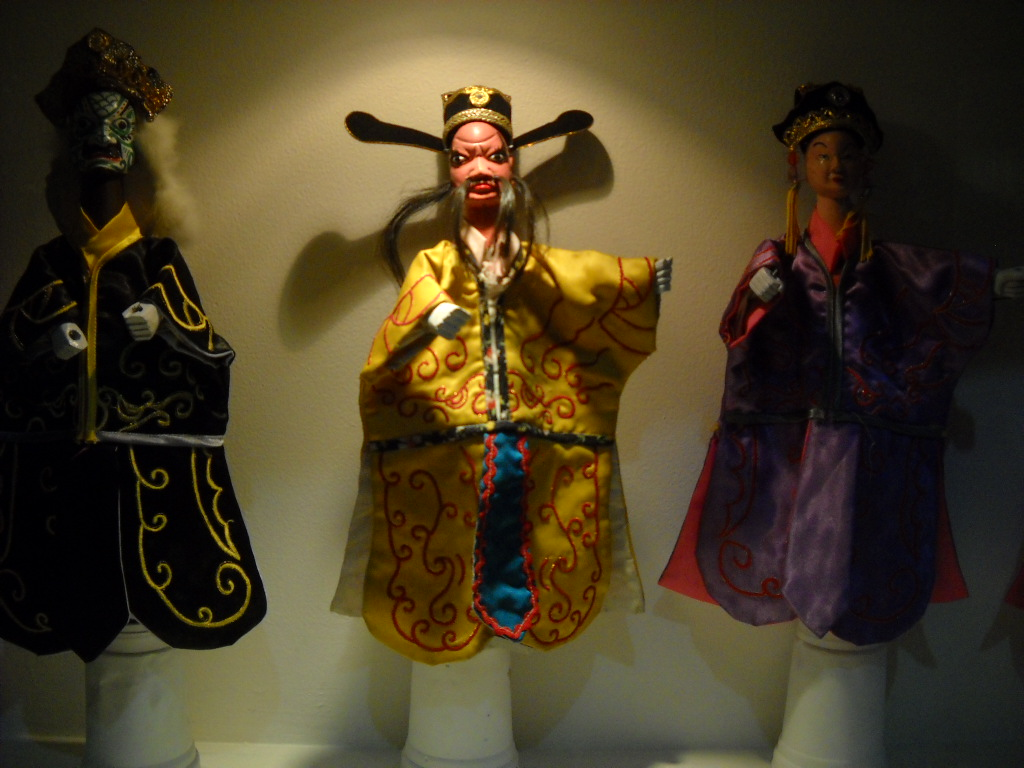
عروسک نمایشی بودایکسی (Budaixi)، یکی از مجموعه‌های درون موزه می‌باشد که منشأ آن در چین است.

این موزه دارای مجموعه‌ای از انواع مختلف وایانگ همچون وایانگ کولیت جاوه‌ای و وایانگ گولک سوندانی است. در داخل موزه لوحی قرار دارد که نشانه سنگ قبر یان پیترزون کوئن است. یک نمایش وایانگ و یک کارگاه آموزشی در مورد طرز تهیه وایانگ، به صورت دوره‌ای در موزه برگزار می‌شود.